# Liga MX 2013/14
De Liga MX 2013/14, ook wel de Primera División de México genoemd, was het 67ste seizoen van de hoogste voetbalcompetitie in Mexico. De Mexicaanse competitie is, zoals gebruikelijk in Latijns-Amerika, opgedeeld in twee afzonderlijke seizoenshelften: de Apertura ("opening") in het najaar van 2013 en de Clausura ("sluiting") in het voorjaar van 2014. De twee helften zijn identiek aan elkaar en tellen dezelfde zestien clubs, die met elkaar strijden om acht plaatsen in de Liguilla, de play-offs die na afloop van de reguliere competitie de definitieve landskampioen vaststellen. De nummer een van de reguliere competitie ontmoet de nummer acht, et cetera. Via een knock-outsysteem is de winnaar van de Liguilla tevens de winnaar van de Apertura of Clausura. De finalisten van de Liguilla van het seizoen 2013/14, Club América, Club León en CF Pachuca, kwalificeerden zich voor de CONCACAF Champions League 2014/15.
De titelverdediger aan het begin van het seizoen was América, dat de Clausura van het seizoen 2012/13 in de finale van de Liguilla won van Cruz Azul. Door het kampioenschap in de Liga de Ascenso, het tweede niveau in Mexico, was La Piedad gepromoveerd naar de Liga MX. Doordat de eigenaar van het gedegradeerde Querétaro FC via een financiële omweg degradatie desondanks te voorkomen – onder meer door Liga MX-club Chiapas over te nemen – bleef La Pieda desondanks in de Ascenso MX achter. In het seizoen 2013/14 wist Querétaro nieuwe degradatie te voorkomen; CF Atlante degradeerde. De Apertura van het seizoen 2013/14 werd gewonnen door Club León; die club won eveneens de Clausura.

## Apertura 2013
In Mexico begon de eerste speelronde van het seizoen 2013/14 op 19 juli 2013. Querétaro FC en Monarcas Morelia openden het seizoen; Morelia won met 1–3. Elke club speelde in de Apertura zeventien wedstrijden, één keer tegen elke opponent. Door het relatief geringe aantal speelrondes in het seizoen – in Europese landen worden in één seizoen minstens dertig competitieduels afgewerkt – was de afstand tussen de clubs na de zeventiende en laatste speelronde eind november in het klassement gering: de clubs op plaatsen 2 tot en met 6 bevonden zich in een marge van zes punten. Ranglijstaanvoerder Club América had zeven punten voorsprong op nummer twee Santos Laguna. Als nummer één wist América zich verzekerd van een plaats in de Liguilla tegen de nummer acht, Club Tigres. Tigres bereikte de Liguilla op basis van doelsaldo, daar het evenveel punten had als de nummer 9 van het klassement, Chiapas (plus drie om plus één). Door de eindstand van de reguliere competitie kreeg Santos Laguna als tegenstander Querétaro (7), Club León kreeg Morelia (6) en de nummers 4 en 5, respectievelijk Cruz Azul en Deportivo Toluca FC, werden aan elkaar gekoppeld in de vierde kwartfinale. De Paraguayaan Pablo Velázquez (Toluca FC) eindigde als topscorer van de reguliere competitie, met twaalf doelpunten in vijftien wedstrijden. Carlos Quintero leverde in zeventien wedstrijden de meeste assists (tien).

### Eindstand
| Pos | Club             | Gs | W  | G | V  | Pnt | Dv | Dt | Ds  |
| --- | ---------------- | -- | -- | - | -- | --- | -- | -- | --- |
| 1   | Club América     | 17 | 11 | 4 | 2  | 37  | 31 | 12 | +19 |
| 2   | Santos Laguna    | 17 | 9  | 6 | 2  | 33  | 32 | 20 | +12 |
| 3   | Club León        | 17 | 8  | 6 | 3  | 30  | 25 | 14 | +11 |
| 4   | Cruz Azul        | 17 | 8  | 5 | 4  | 29  | 21 | 17 | +4  |
| 5   | Toluca FC        | 17 | 6  | 9 | 2  | 27  | 33 | 17 | +16 |
| 6   | Monarcas Morelia | 17 | 8  | 3 | 6  | 27  | 26 | 23 | +3  |
| 7   | Querétaro FC     | 17 | 7  | 5 | 5  | 26  | 20 | 19 | +1  |
| 8   | Club Tigres      | 17 | 6  | 7 | 4  | 25  | 23 | 20 | +3  |
| 9   | Chiapas          | 17 | 6  | 7 | 4  | 25  | 26 | 25 | +1  |
| 10  | Club Tijuana     | 17 | 5  | 6 | 6  | 21  | 33 | 23 | +10 |
| 11  | CF Monterrey     | 17 | 5  | 5 | 7  | 20  | 22 | 23 | –1  |
| 12  | CD Veracruz      | 17 | 4  | 8 | 5  | 20  | 20 | 24 | –4  |
| 13  | Puebla FC        | 17 | 4  | 7 | 6  | 19  | 19 | 21 | –2  |
| 14  | CF Pachuca       | 17 | 3  | 8 | 6  | 17  | 14 | 18 | –4  |
| 15  | Club Atlas       | 17 | 1  | 9 | 7  | 12  | 18 | 29 | –11 |
| 16  | CD Guadalajara   | 17 | 2  | 6 | 9  | 12  | 16 | 30 | –14 |
| 17  | CF Atlante       | 17 | 3  | 3 | 11 | 12  | 17 | 35 | –18 |
| 18  | Pumas UNAM       | 17 | 1  | 8 | 8  | 11  | 8  | 21 | –13 |

### Legenda
| Kleur | Kwalificatie voor                    |
| ----- | ------------------------------------ |
|       | Copa Libertadores 2014, tweede ronde |
|       | Liguilla                             |
|       | Copa Libertadores 2014, eerste ronde |

### Liguilla
In de Liguilla won Club América in een tweeluik met 3–3 van het hoger laagst geplaatste Club Tigres, op basis van de uitdoelpuntenregel. De overige drie kwartfinales eindigden in duidelijke overwinningen voor Toluca FC (4–1), Santos Laguna (6–3) en Club León (7–3). Club América bereikte de finale, nadat het Toluca over twee duels met 3–2 versloeg; in de uitwedstrijd verloor América met 2–1 na doelpunten van Isaác Brizuela en Edgar Benítez, maar in de thuiswedstrijd drie dagen later schoot Jesús Molina enkele minuten voor afloop van het duel de club naar een veilige 2–0 voorsprong. León won zijn halve finale met 5–3, onder meer na twee doelpunten van international Carlos Peña. Club León won met de Apertura 2014 zijn zesde landstitel. Beide finalisten kwalificeerden zich voor de CONCACAF Champions League van het volgende seizoen.
|  | kwartfinale      | kwartfinale |               |   | halve finale | halve finale |  |  | finale | finale |
|  |                  |             |               |   |              |              |  |  |        |        |
|  |                  |             |               |   |              |              |  |  |        |        |
|  |                  |             |               |   |              |              |  |  |        |        |
|  |                  |             |               |   |              |              |  |  |        |        |
|  | Club América     | 3           |               |   |              |              |  |  |        |        |
|  | Club América     | 3           |               |   |              |              |  |  |        |        |
|  | Club Tigres      | 3           |               |   |              |              |  |  |        |        |
|  | Club Tigres      | 3           | Club América  | 3 |              |              |  |  |        |        |
|  |                  |             | Club América  | 3 |              |              |  |  |        |        |
|  |                  | Toluca FC   | 2             |   |              |              |  |  |        |        |
|  | Cruz Azul        | Toluca FC   | 2             | 1 |              |              |  |  |        |        |
|  | Cruz Azul        |             |               | 1 |              |              |  |  |        |        |
|  | Toluca FC        | 4           |               |   |              |              |  |  |        |        |
|  | Toluca FC        | 4           | Club América  | 1 |              |              |  |  |        |        |
|  |                  |             | Club América  | 1 |              |              |  |  |        |        |
|  |                  | Club León   | 5             |   |              |              |  |  |        |        |
|  | Santos Laguna    | Club León   | 5             | 6 |              |              |  |  |        |        |
|  | Santos Laguna    |             |               | 6 |              |              |  |  |        |        |
|  | Querétaro FC     | 3           |               |   |              |              |  |  |        |        |
|  | Querétaro FC     | 3           | Santos Laguna | 3 |              |              |  |  |        |        |
|  |                  |             | Santos Laguna | 3 |              |              |  |  |        |        |
|  |                  | Club León   | 5             |   |              |              |  |  |        |        |
|  | Club León        | Club León   | 5             | 7 |              |              |  |  |        |        |
|  | Club León        |             |               | 7 |              |              |  |  |        |        |
|  | Monarcas Morelia | 3           |               |   |              |              |  |  |        |        |
|  | Monarcas Morelia | 3           |               |   |              |              |  |  |        |        |

### Topscorers
| № | Speler               | Club             | Goals | Pen. | Duels | Gem  |
| - | -------------------- | ---------------- | ----- | ---- | ----- | ---- |
| 1 | Pablo Velázquez      | Toluca FC        | 12    | 2    | 15    | 0,80 |
| 2 | Mauro Boselli        | Club León        | 11    | 1    | 15    | 0,73 |
| 3 | Oribe Peralta        | CF Monterrey     | 10    | 0    | 11    | 0,91 |
| 4 | Héctor Mancilla      | Monarcas Morelia | 9     | 0    | 15    | 0,60 |
| 4 | Humberto Suazo       | CF Monterrey     | 9     | 0    | 14    | 0,64 |
| 6 | Ángel Reyna          | CD Veracruz      | 8     | 3    | 15    | 0,53 |
| 7 | Matías Alustiza      | Puebla FC        | 7     | 1    | 17    | 0,41 |
| 7 | Raúl Jiménez         | Club América     | 7     | 1    | 12    | 0,58 |
| 7 | Rafael Márquez       | CD Guadalajara   | 7     | 2    | 15    | 0,47 |
| 7 | Fidel Martínez       | Club Tijuana     | 7     | 0    | 17    | 0,41 |
| 7 | Carlos Augusto Ochoa | Chiapas          | 7     | 2    | 16    | 0,44 |
| 7 | Alan Pulido          | Club Tigres      | 7     | 0    | 17    | 0,41 |

### Assists
| № | Speler          | Club          | Assists | Duels | Gem  |
| - | --------------- | ------------- | ------- | ----- | ---- |
| 1 | Carlos Quintero | Santos Laguna | 10      | 16    | 0,63 |
| 2 | Damián Álvarez  | Club Tigres   | 5       | 14    | 0,36 |
| 3 | Franco Arizala  | Club León     | 4       | 12    | 0,33 |
| 3 | Edgar Benítez   | Toluca FC     | 4       | 12    | 0,33 |
| 3 | Neri Cardozo    | CF Monterrey  | 4       | 13    | 0,31 |
| 3 | Wilberto Cosme  | Querétaro FC  | 4       | 12    | 0,33 |
| 3 | Elias Hernández | Club León     | 4       | 17    | 0,24 |
| 3 | David Mendieta  | Chiapas       | 4       | 16    | 0,25 |
| 3 | Alfredo Moreno  | Puebla FC     | 4       | 16    | 0,25 |
| 3 | Esteban Paredes | Querétaro FC  | 4       | 17    | 0,24 |

### Hattricks
| Speler            | Voor             | Tegen        | Eindstand | Datum            | Doelpunten           |
| ----------------- | ---------------- | ------------ | --------- | ---------------- | -------------------- |
| Darío Benedetto   | Club Tijuana     | Club Atlas   | 3 – 3     | 19 juli 2013     | 7', 18', 64'         |
| Jefferson Montero | Monarcas Morelia | Toluca FC    | 3 – 4     | 26 juli 2013     | 1', 40', 75'         |
| Ángel Reyna       | CD Veracruz      | CF Atlante   | 2 – 4     | 27 juli 2013     | 18', 41', 70'        |
| Pablo Velázquez   | Toluca FC        | Chiapas      | 0 – 4     | 17 augustus 2013 | 19', 26', 65'        |
| Mauro Boselli (4) | Club León        | Club Tijuana | 5 – 0     | 9 november 2013  | 23', 84', 86', 90+1' |

### Scheidsrechters
| Naam                     | Duels | Kreeg geel | Kreeg voor de tweede keer geel en dus rood | Weggestuurd |
| ------------------------ | ----- | ---------- | ------------------------------------------ | ----------- |
| Miguel Chacón Viveros    | 14    | 49         | 3                                          | 5           |
| Roberto García Orozco    | 14    | 56         | 0                                          | 1           |
| César Ramos Palazuelos   | 14    | 55         | 1                                          | 2           |
| Fernando Guerrero        | 12    | 46         | 3                                          | 0           |
| Jorge Pérez Durán        | 12    | 54         | 2                                          | 2           |
| Ricardo Arellano Nieves  | 10    | 32         | 1                                          | 1           |
| Jorge Rojas Castillo     | 10    | 39         | 1                                          | 4           |
| Paul Delgadillo          | 9     | 30         | 1                                          | 3           |
| Oscar Macías Romo        | 9     | 37         | 0                                          | 0           |
| Marco Rodríguez          | 9     | 27         | 0                                          | 1           |
| José Peñaloza Soto       | 8     | 31         | 2                                          | 2           |
| Erim Ramírez             | 8     | 33         | 1                                          | 3           |
| Luis Santander           | 7     | 27         | 1                                          | 3           |
| Roberto Ríos Jácome      | 4     | 10         | 0                                          | 2           |
| Erick Miranda Galindo    | 3     | 9          | 0                                          | 0           |
| Antony Zanjuampa Rojo    | 3     | 11         | 0                                          | 1           |
| Miguel Ayala Ramírez     | 2     | 10         | 0                                          | 0           |
| Víctor Bisguera Mendiola | 2     | 7          | 0                                          | 0           |
| Miguel Flores Rodríguez  | 2     | 12         | 0                                          | 2           |
| Jesús Morales            | 1     | 3          | 0                                          | 0           |
| Totaal                   | 153   | 578        | 16                                         | 32          |

## Clausura 2014
De Clausura van het seizoen 2013/14 vond plaats van 3 januari tot 26 april 2014. Monarcas Morelia en Querétaro FC speelden de eerste wedstrijd van het toernooi (0–1). Cruz Azul werkte zich in de vierde speelronde op naar de eerste plaats in de competitie en stond die positie in de daaropvolgende dertien speelrondes niet meer af. Negen weken lang bleef Cruz Azul ongeslagen; in maart 2014 leed de club haar eerste nederlaag in de Clausura 2014. Toluca volgde Cruz Azul op enige afstand – vier punten – in het eindklassement van de Clausura; de overige zes clubs die zich plaatsten voor de Liguilla bevonden zich dicht bij elkaar. De nummers 3, 4 en 5 hadden evenveel punten (25) en hadden alle drie vrijwel een gelijk doelsaldo (+6, +4, +4); de nummers 6, 7, 8 bevonden zich in een marge van twee punten. Club León, winnaar van de Apertura, eindigde op basis van doelsaldo op de achtste plaats, ten koste van puntendelers Jaguares de Chiapas en CF Monterrey. CD Veracruz, in de Apertura nog redelijk dicht bij plaatsing voor de Liguilla, eindigde als achttiende en laatste. Na zeventien speelrondes van de Clausura eindigde de Ecuadoraan Enner Valencia (CF Pachuca) met twaalf doelpunten als topscorer; ten tijde van de Apertura speelde hij nog in zijn vaderland bij CS Emelec, maar Pachuca nam hem in januari 2014 over. Valencia was persoonlijk verantwoordelijk voor meer dan de helft van alle doelpunten van zijn club (23 in totaal). De Colombiaan Carlos Darwin Quintero (Santos Laguna) was zowel in de Apertura als in de Clausura verantwoordelijk voor de meeste assists, respectievelijk 10 en 9. Diezelfde Quintero maakte in de Clausura de enige hattrick: op 13 april 2014 in het thuisduel tegen CF Atlante (4–3 overwinning).

### Eindstand
| Pos | Club             | Gs | W  | G | V | Pnt | Dv | Dt | Ds  |
| --- | ---------------- | -- | -- | - | - | --- | -- | -- | --- |
| 1   | Cruz Azul        | 17 | 11 | 3 | 3 | 36  | 28 | 19 | +9  |
| 2   | Toluca FC        | 17 | 10 | 2 | 5 | 32  | 25 | 14 | +11 |
| 3   | Pumas UNAM       | 17 | 7  | 4 | 6 | 25  | 26 | 20 | +6  |
| 4   | Santos Laguna    | 17 | 6  | 7 | 4 | 25  | 33 | 29 | +4  |
| 5   | Club América     | 17 | 7  | 4 | 6 | 25  | 21 | 17 | +4  |
| 6   | CF Pachuca       | 17 | 7  | 3 | 7 | 24  | 23 | 21 | +2  |
| 7   | Club Tijuana     | 17 | 7  | 3 | 7 | 24  | 22 | 23 | –1  |
| 8   | Club León        | 17 | 6  | 5 | 6 | 23  | 23 | 17 | +6  |
| 9   | Chiapas          | 17 | 6  | 5 | 6 | 23  | 23 | 23 | 0   |
| 10  | CF Monterrey     | 17 | 6  | 5 | 6 | 23  | 20 | 20 | 0   |
| 11  | Monarcas Morelia | 17 | 5  | 6 | 6 | 21  | 21 | 20 | +1  |
| 12  | Club Atlas       | 17 | 5  | 6 | 6 | 21  | 17 | 18 | –1  |
| 13  | Querétaro FC     | 17 | 6  | 3 | 8 | 21  | 18 | 22 | –4  |
| 14  | Club Tigres      | 17 | 5  | 6 | 6 | 21  | 13 | 17 | –4  |
| 15  | CD Guadalajara   | 17 | 5  | 6 | 6 | 21  | 13 | 18 | –5  |
| 16  | Puebla FC        | 17 | 4  | 6 | 7 | 18  | 14 | 19 | –5  |
| 17  | CF Atlante       | 17 | 5  | 3 | 9 | 18  | 22 | 34 | –12 |
| 18  | CD Veracruz      | 17 | 3  | 7 | 7 | 16  | 14 | 25 | –11 |

### Legenda
| Kleur | Kwalificatie voor                  |
| ----- | ---------------------------------- |
|       | Liguilla                           |
|       | Degradatie naar de Liga de Ascenso |

### Liguilla
In de Liguilla kende Cruz Azul een geplaatste status door zijn nummer één-positie in het eindklassement. Het als achtste geplaatste Club León won echter: de heenwedstrijd eindigde in een 1–1 gelijkspel, waarna León aan twee uitdoelpunten in het daaropvolgende 2–2 gelijkspel voldoende had voor een plaats in de halve finale. Ook in de kwartfinale tussen nummer drie Pumas en nummer zes Pachuca won de lager genoteerde: over twee duels was Pachuca met 3–5 te sterk, onder andere door een hattrick van topscorer Valencia. Club América leek na de eerste wedstrijd zeker te zijn van een plaats in de volgende ronde, nadat het in de thuiswedstrijd Santos Laguna met 5–3 versloeg – terwijl Santos na een uur speeltijd nog een 1–3 voorsprong had – onder meer door een hattrick van Raúl Jiménez. In de terugwedstrijd enkele dagen later won Santos echter met 3–1, waardoor het op basis van het aantal uitdoelpunten América alsnog uitschakelde. Club León had vervolgens in de halve eindstrijd aan tweemaal een 1–0 zege genoeg voor opnieuw een plaats in de finale; Pachuca versloeg in de andere halve finale Santos Laguna in de eerste wedstrijd met 2–0. In het tweede duel verloor Pachuca weliswaar, maar de 4–2 zege was voor Santos onvoldoende voor een finaleplaats. In de tweede wedstrijd tussen deze clubs deelde scheidsrechter Marco Rodríguez twee rode kaarten uit (aan Oswaldo Sánchez van Santos en Walter Ayoví van Pachuca) en kende hij Santos een strafschop toe. De finalisten stonden op 15 mei 2014 voor het eerst tegenover elkaar in de heenwedstrijd van het tweeluik. Ruim 35.000 toeschouwers zagen hoe Enner Valencia en Hirving Lozano binnen ruim een uur speeltijd Pachuca naar een 1–3 voorsprong schoten; het duel eindigde in een 2–3 zege voor die club. Drie dagen later maakte Mauro Boselli in de tweede helft een doelpunt voor León, waardoor beide ploegen drie doelpunten hadden gemaakt. In de verlenging maakte Ignacio González op aangeven van Montes het winnende doelpunt, waardoor Club León zijn zevende landstitel won en de titelverdediger werd voor de volgende seizoenshelft, de Apertura 2014. Het was voor het eerste sinds 2004 dat een club twee seizoenshelften op rij won: toen won Pumas UNAM zowel de Clausura 2004 als Apertura 2004.
|  | kwartfinale   | kwartfinale |               |   | halve finale | halve finale |  |  | finale | finale |
|  |               |             |               |   |              |              |  |  |        |        |
|  |               |             |               |   |              |              |  |  |        |        |
|  |               |             |               |   |              |              |  |  |        |        |
|  |               |             |               |   |              |              |  |  |        |        |
|  | Cruz Azul     | 3           |               |   |              |              |  |  |        |        |
|  | Cruz Azul     | 3           |               |   |              |              |  |  |        |        |
|  | Club León     | 3           |               |   |              |              |  |  |        |        |
|  | Club León     | 3           | Toluca FC     | 0 |              |              |  |  |        |        |
|  |               |             | Toluca FC     | 0 |              |              |  |  |        |        |
|  |               | Club León   | 2             |   |              |              |  |  |        |        |
|  | Toluca FC     | Club León   | 2             | 3 |              |              |  |  |        |        |
|  | Toluca FC     |             |               | 3 |              |              |  |  |        |        |
|  | Club Tijuana  | 1           |               |   |              |              |  |  |        |        |
|  | Club Tijuana  | 1           | Club León     | 4 |              |              |  |  |        |        |
|  |               |             | Club León     | 4 |              |              |  |  |        |        |
|  |               | CF Pachuca  | 3             |   |              |              |  |  |        |        |
|  | Santos Laguna | CF Pachuca  | 3             | 6 |              |              |  |  |        |        |
|  | Santos Laguna |             |               | 6 |              |              |  |  |        |        |
|  | Club América  | 6           |               |   |              |              |  |  |        |        |
|  | Club América  | 6           | Santos Laguna | 4 |              |              |  |  |        |        |
|  |               |             | Santos Laguna | 4 |              |              |  |  |        |        |
|  |               | CF Pachuca  | 4             |   |              |              |  |  |        |        |
|  | Pumas UNAM    | CF Pachuca  | 4             | 3 |              |              |  |  |        |        |
|  | Pumas UNAM    |             |               | 3 |              |              |  |  |        |        |
|  | CF Pachuca    | 5           |               |   |              |              |  |  |        |        |
|  | CF Pachuca    | 5           |               |   |              |              |  |  |        |        |

### Topscorers
| № | Speler             | Club             | Goals | Pen. | Duels | Gem  |
| - | ------------------ | ---------------- | ----- | ---- | ----- | ---- |
| 1 | Enner Valencia     | CF Pachuca       | 12    | 0    | 17    | 0,71 |
| 2 | Martín Bravo       | Pumas UNAM       | 9     | 2    | 11    | 0,82 |
| 3 | Michael Arroyo     | CF Atlante       | 8     | 2    | 16    | 0,50 |
| 3 | Oribe Peralta      | Monarcas Morelia | 8     | 1    | 16    | 0,50 |
| 5 | Marco Fabián       | Cruz Azul        | 7     | 0    | 13    | 0,54 |
| 5 | Cristian Pellerano | Club Tijuana     | 7     | 1    | 13    | 0,54 |
| 5 | Pablo Velázquez    | Toluca FC        | 7     | 1    | 13    | 0,54 |
| 8 | Darío Benedetto    | Club Tijuana     | 6     | 0    | 13    | 0,46 |
| 8 | Mauro Fórmica      | Cruz Azul        | 6     | 0    | 16    | 0,38 |
| 8 | Carlos Quintero    | Santos Laguna    | 6     | 0    | 17    | 0,35 |
| 8 | Ricardo Jesus      | Querétaro FC     | 6     | 0    | 11    | 0,55 |

### Assists
| № | Speler             | Club          | Assists | Duels | Gem  |
| - | ------------------ | ------------- | ------- | ----- | ---- |
| 1 | Carlos Quintero    | Santos Laguna | 9       | 17    | 0,53 |
| 2 | Rubens Sambueza    | Club América  | 7       | 14    | 0,50 |
| 3 | Oribe Peralta      | Santos Laguna | 6       | 16    | 0,38 |
| 4 | Fidel Martínez     | Club Tijuana  | 5       | 14    | 0,36 |
| 4 | Carlos Sánchez     | Puebla FC     | 5       | 17    | 0,29 |
| 6 | Edgar Benítez      | Toluca FC     | 4       | 15    | 0,27 |
| 6 | Diego de la Torre  | Querétaro FC  | 4       | 16    | 0,25 |
| 6 | Daniel Ludueña     | Pumas UNAM    | 4       | 16    | 0,25 |
| 6 | Luis Montes        | Club León     | 4       | 11    | 0,36 |
| 6 | José Ortigoza      | Club Atlas    | 4       | 12    | 0,33 |
| 6 | Mariano Pavone     | Cruz Azul     | 4       | 14    | 0,29 |
| 6 | Alan Pulido        | Club Tigres   | 4       | 17    | 0,24 |
| 6 | Dieter Villalpando | CF Pachuca    | 4       | 15    | 0,27 |

### Hattricks
| Speler             | Voor          | Tegen        | Eindstand | Datum         | Doelpunten         |
| ------------------ | ------------- | ------------ | --------- | ------------- | ------------------ |
| Michael Arroyo (4) | CF Atlante    | Querétaro FC | 4 – 2     | 9 maart 2014  | 17', 58', 60', 74' |
| Carlos Quintero    | Santos Laguna | CF Atlante   | 4 – 3     | 13 april 2014 | 18', 33', 89'      |

### Scheidsrechters
| Naam                     | Duels | Kreeg geel | Kreeg voor de tweede keer geel en dus rood | Weggestuurd |
| ------------------------ | ----- | ---------- | ------------------------------------------ | ----------- |
| Roberto García Orozco    | 16    | 72         | 0                                          | 2           |
| Fernando Guerrero        | 15    | 79         | 6                                          | 0           |
| César Ramos Palazuelos   | 14    | 67         | 4                                          | 1           |
| Francisco Chacón         | 12    | 33         | 4                                          | 1           |
| Jorge Rojas Castillo     | 12    | 70         | 3                                          | 1           |
| Luis Santander           | 12    | 67         | 1                                          | 3           |
| Marco Rodríguez          | 11    | 51         | 1                                          | 1           |
| Ricardo Arellano Nieves  | 9     | 33         | 3                                          | 1           |
| Paul Delgadillo          | 9     | 28         | 1                                          | 5           |
| Jesús Morales            | 9     | 45         | 0                                          | 0           |
| Miguel Flores Rodríguez  | 7     | 45         | 2                                          | 3           |
| Jorge Pérez Durán        | 7     | 37         | 2                                          | 3           |
| Miguel Chacón Viveros    | 3     | 13         | 1                                          | 1           |
| Oscar Macías Romo        | 3     | 7          | 2                                          | 0           |
| José Peñaloza Soto       | 3     | 7          | 1                                          | 1           |
| Erim Ramírez             | 3     | 12         | 0                                          | 0           |
| Miguel Ayala Ramírez     | 2     | 12         | 0                                          | 0           |
| Víctor Bisguera Mendiola | 2     | 6          | 0                                          | 0           |
| Roberto Ríos Jácome      | 2     | 6          | 0                                          | 0           |
| Erick Miranda Galindo    | 1     | 8          | 0                                          | 0           |
| Antony Zanjuampa Rojo    | 1     | 4          | 0                                          | 0           |
| Totaal                   | 153   | 702        | 31                                         | 23          |

## Promotie en degradatie
In de Mexicaanse voetbalcompetitie wordt promotie en degradatie bij de twee hoogste voetbaldivisies – de Primera División en de Liga de Ascenso – niet bepaald door de laatste plaats in het klassement, omdat de landskampioen bepaald wordt via de Liguilla en dus op dezelfde wijze ook niet noodzakelijkerwijs de nummer een van het klassement hoeft te zijn. Een club degradeert uit de Primera División wanneer deze over drie seizoenen – driemaal Apertura en driemaal Clausura – het laagste ratio van punten per wedstrijd heeft. Bij een recentelijk gepromoveerde club worden uitsluitend de gespeelde wedstrijden sinds promotie (hooguit één of twee seizoenen) meegerekend. Wanneer de ratio van twee clubs gelijk is, wordt gekeken naar het doelsaldo gedurende het seizoen 2013/14. CF Atlante degradeerde in mei 2014 uit de Primera División met een ratio van 0,96. Universidad de Guadalajara promoveerde op 10 mei 2014 naar de Primera División door over twee wedstrijden Estudiantes Tecos na strafschoppen te verslaan (4–3).

### Tabel
| Pos | Club             | A11 | C12 | A12 | C13 | A13 | C14 | Punten | Wedstr. | Ratio  |
| --- | ---------------- | --- | --- | --- | --- | --- | --- | ------ | ------- | ------ |
| 1   | Cruz Azul        | 29  | 25  | 26  | 29  | 29  | 36  | 174    | 102     | 1,7059 |
| 2   | Santos Laguna    | 27  | 36  | 23  | 29  | 33  | 25  | 173    | 102     | 1,6961 |
| 3   | Club América     | 15  | 32  | 31  | 32  | 37  | 25  | 172    | 102     | 1,6863 |
| 4   | Monarcas Morelia | 26  | 31  | 27  | 30  | 27  | 21  | 162    | 102     | 1,5882 |
| 5   | Club Tigres      | 28  | 31  | 21  | 35  | 25  | 21  | 161    | 102     | 1,5784 |
| 6   | Toluca FC        | 20  | 22  | 34  | 18  | 27  | 32  | 153    | 102     | 1,5000 |
| 7   | Club León        | –   | –   | 33  | 16  | 30  | 23  | 102    | 68      | 1,5000 |
| 8   | Club Tijuana     | 18  | 28  | 34  | 21  | 21  | 24  | 146    | 102     | 1,4314 |
| 9   | CF Monterrey     | 24  | 32  | 23  | 23  | 20  | 23  | 145    | 102     | 1,4216 |
| 10  | Querétaro FC     | 26  | 27  | 22  | 17  | 26  | 21  | 139    | 102     | 1,3627 |
| 11  | CF Pachuca       | 26  | 28  | 21  | 20  | 17  | 24  | 136    | 102     | 1,3333 |
| 12  | Pumas UNAM       | 25  | 16  | 23  | 29  | 11  | 25  | 129    | 102     | 1,2647 |
| 13  | CD Guadalajara   | 30  | 15  | 23  | 16  | 12  | 21  | 117    | 102     | 1,1471 |
| 14  | Chiapas          | 24  | 12  | 15  | 16  | 25  | 23  | 115    | 102     | 1,1275 |
| 15  | Puebla FC        | 22  | 19  | 13  | 19  | 19  | 18  | 110    | 102     | 1,0784 |
| 16  | Club Atlas       | 12  | 20  | 12  | 32  | 12  | 21  | 109    | 102     | 1,0686 |
| 17  | CD Veracruz      | –   | –   | –   | –   | 20  | 16  | 36     | 34      | 1,0588 |
| 18  | CF Atlante       | 19  | 16  | 20  | 13  | 12  | 18  | 98     | 102     | 0,9608 |

### Legenda
| Kleur | Consequentie                                 |
| ----- | -------------------------------------------- |
|       | Positie bepaald op doelsaldo na gelijk ratio |
|       | Degradatie naar de Liga de Ascenso           |